# Speed Queen
Speed Queen is een Engelstalige single van de Belgische band De Bossen uit 1997.
De overige nummers op deze ep waren Benji-benwa, Down on an Dune, The Weather Man en Oystered.

## Meewerkende artiesten
- Muzikanten:
  - Inneke23 (zang, basgitaar & backing vocals )
  - Lara Wolfsmelk (drums, zang)
  - Wim De Beuckelaer (gitaar, backing vocals, zang)